# ریولت (شبکه تلویزیونی)
ریولت (انگلیسی: The Diddy Network) یک شبکه تلویزیونی کابلی دیجیتال مبتنی بر موسیقی آمریکایی و شرکت رسانه ای است که آمریکایی‌های آفریقایی‌تبار را هدف قرار می‌دهد که توسط شان «دیدی» یا شان کمبز و اندی شوون تأسیس شد.